# 演唱会电影

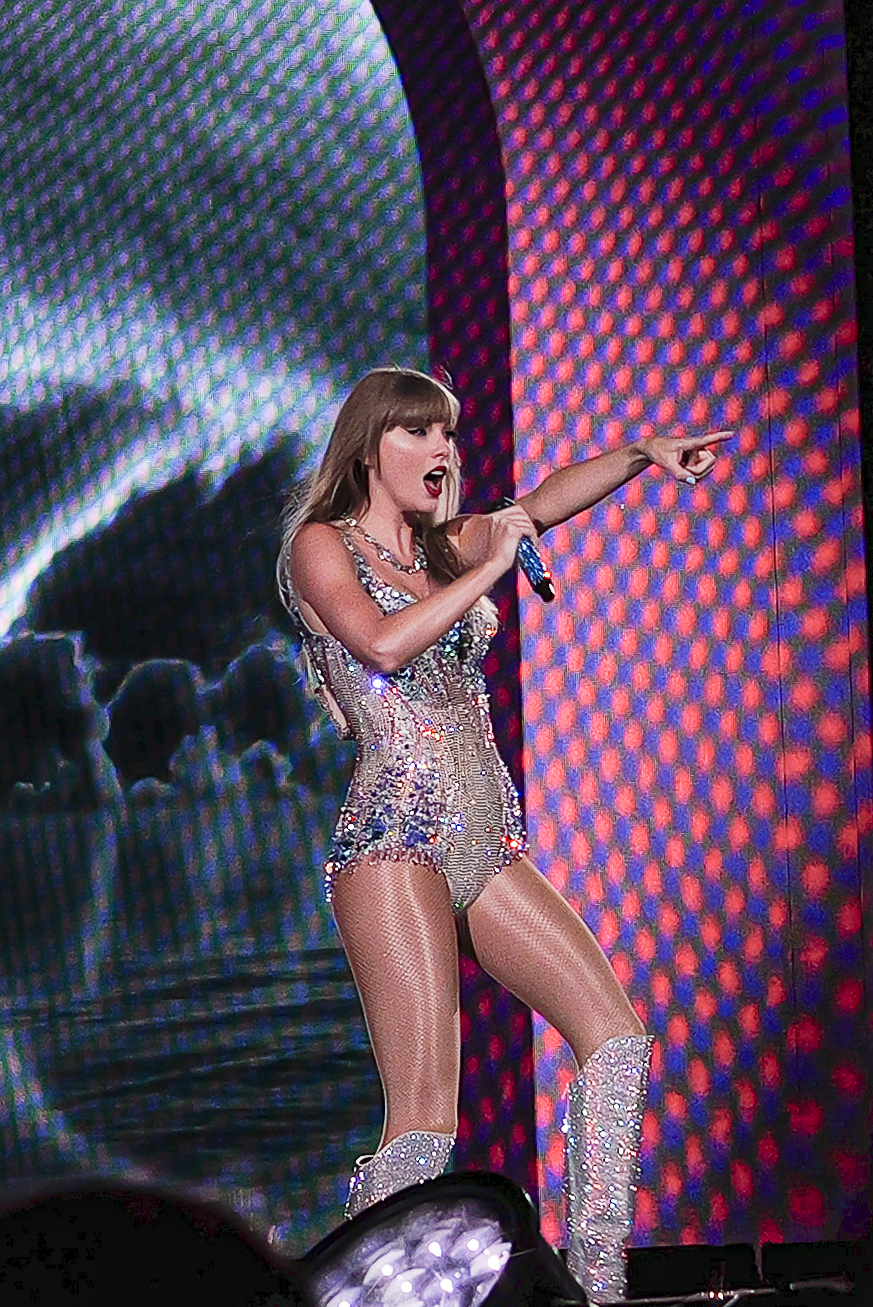
泰勒·斯威夫特：時代巡迴演唱會是有史以来票房收入最高的演唱会电影，这一紀錄已被载入吉尼斯世界纪录。

演唱会电影又稱音乐会电影，是一種电影類型，製作方會以音乐会观众的角度將音乐会现场表演錄下，然後再將錄下的視頻剪輯成電影。演唱会电影的主题以音乐家或棟篤笑演員的现场表演或音樂會為主。 1940年代開始，音樂會電影就已經出現。